# Betlémská kaple (Volduchy)
Betlémská kaple je sakrální stavba Církve československé husitské ve Volduchách v okrese Rokycany.
Kaple byla postavena bývalým ředitelem měšťanské školy Václavem Brojem a byla slavnostně otevřena 28. října 1937. Bohoslužby Církve československé husitské se tak již nemusely odehrávat ve škole, ale mohly být přesunuty do kaple.
V letech 2022-2023 byla kaple nádherně opravena soukromým vlastníkem a je využívána Církví československou husitskou.